# Albreda Lake
Albreda Lake är en sjö i Kanada.   Den ligger i provinsen British Columbia, i den centrala delen av landet, 3 200 km väster om huvudstaden Ottawa. Albreda Lake ligger 867 meter över havet.
I omgivningarna runt Albreda Lake växer i huvudsak barrskog. Trakten runt Albreda Lake är nära nog obefolkad, med mindre än två invånare per kvadratkilometer.